# Джердж Сергій Федорович
Сергі́й Фе́дорович Дже́рдж (нар. 21 квітня 1963, Тернопіль) — український громадський діяч, політик, науковець. Голова Української республіканської партії. Голова Громадської ліги «Україна — НАТО». Кандидат політичних наук.

## Життєпис
Сергій Джердж народився 21 квітня 1963 року в Тернополі. Після закінчення з золотою медаллю середньої школи поступив до Тернопільського державного медичного інституту, який закінчив у 1986 році.
У 1986—1992 роках працював лікарем в міській поліклініці № 3 міста Миколаєва. Потім, у 1992—1994 роках — на науковій роботі в Науково-дослідному інституті урології та нефрології Національної академії медичних наук України. У 1994—1995 роках навчався в Інституті державного управління та самоврядування при Кабінеті Міністрів України (нині — Національна академія державного управління при Президентові України).
У 1990—2001 роках — член Демократичної партії України. В 1990 році обраний депутатом Миколаївської міської ради І (XXI) скликання. Був членом комісії з питань освіти, науки, культури та дошкільного виховання.
Від 1998 року президент Всеукраїнської громадської організації «Демократична дія». У 2001 році проходив стажування у Військовому мовному навчальному Центрі при Національній Академії оборони Угорщини в Будапешті. 2003-го пройшов курс навчання за програмою ISOOC в Нідерландському оборонному коледжі (Делфт, Нідерланди). 27 квітня 2006 року обраний головою Координаційної ради Всеукраїнського громадського об'єднання «Громадська ліга Україна — НАТО».
Від 2008 року член Української республіканської партії. У цьому самому році обраний заступником голови УРП. 13 квітня 2013 року на засіданні Центральної ради УРП обраний головою Української республіканської партії.
У 2011 році захистив кандидатську дисертацію на тему «Інституціоналізація інформаційної політики України у сфері євроатлантичного співробітництва». Має науковий ступінь кандидата політичних наук.
У травні 2014 і травні 2019 року на чергових з'їздах політичної партії делегати повторно обрали Сергія Джерджа головою Української республіканської партії.
Добровільно мобілізувався 28 лютого 2022 року до 126 батальйону 112 бригади територіальної оборони. Виконував бойове розпорядження по обороні міста Києва. 
З 1 липня 2022 року переведений у військову частину А4463, у складі якої брав участь в обороні Чернігівської області.
22 липня 2022 року переведений у військову частину А0222 на посаду лікаря медичного пункту окремого батальйону спеціального призначення. Отримав військове звання старший лейтенант. 7 листопада 2022 призначений начальником медичного пункту в/ч А4438.
З 7 грудня 2022 року до 5 січня 2023 року та з 19 березня 2023 року по 18 квітня 2023 року брав участь у заходах необхідних для забезпечення оборони України перебуваючи в населених пунктах Бахмут, Часів Яр, Кліщіївка, Курдюмівка, Озарянівка, Дружківка, Костянтинівка Донецької області.
18 квітня 2023 року внаслідок ворожого ракетного обстрілу в Донецькій області отримав поранення. Демобілізований.

## Почесні нагороди і відзнаки
- Лист-подяка Генерального секретаря НАТО лорда Робертсона (2002);
- Пам'ятний знак «Видатному медику учаснику Помаранчевої революції» (2005)
- Почесна грамота Міністерства закордонних справ України (2008);
- Пам'ятна медаль «90 років Прапору ВМС ЗС України» (2008);
- Відзнака «За заслуги перед ВМС України» (2009);
- Відзнака «За сприяння Військово-Морським Силам Збройних Сил України» (2010);
- Медаль Національного педагогічного університету ім. М. П. Драгоманова (2011)
- Медаль «За працю і звитягу в медицині» (2011)
- Медаль «За особливі заслуги» Української республіканської партії (2019)
- Орден Св. Рівноапостольного князя Володимира ІІІ ст.
- Медаль «Хрест Сухопутних військ» (2023)
- Нагрудний знак «Знак пошани» (2023)
- Медаль «Ветеран війни – Учасник бойових дій» (2023)
- Медаль «За поранення» (2024)

## Наукові праці
- Джердж С. Ф. Україна — НАТО: співробітництво заради безпеки. — К. : Товариство «Знання» України, 2007. — 96 с. — ISBN 978-966-618-233-6.
- Фурашев В. М., Джердж С. Ф. Інформатизація виборчих і референдумних процедур: один із аспектів практичної реалізації євроатлантичного курсу України. — К. : Прес-КІТ, 2008. — 168 с. — ISBN 978-966-96973-5-6.
- Джердж С. Ф., Фурашев В. М. Національна безпека України: шляхи забезпечення, роль і місце суспільства. Євроатлантичний курс. — К. : Синопсис, 2009. — 176 с. — ISBN 978-966-2316-01-8.
- Джердж С. Ф. Інституціоналізація інформаційної політики України в сфері євроатлантичного співробітництва. — К. : Нац. пед. ун-т ім. М. П. Драгоманова, 2011. — 218 с.